# أكي نومان
أكي نومان (28 مارس 1908 – 18 مايو 1995) هو سبّاح سويدي راحل، مثّل بلاده في الألعاب الأولمبية الصيفية 1936.

## روابط خارجية
أكي نومان على موقع أوليمبيديا (الإنجليزية)
- أكي نومان على موقع اللجنة الأولمبية السويدية (السويدية)